# Клазомены
Клазоме́ны (греч. Κλαζομεναί) — один из 12 ионийских городов западного берега Малой Азии. Располагался в южной части Гермейского или Смирнского залива (ныне Измирский залив), примерно в 20 километрах к западу от Смирны (ныне Измир). Один из крупнейших городов региона в архаический период, здесь сильно развита была вазовая живопись, но около 490 года до н. э. город был покинут жителями. Название, вероятно, происходит от глагола греч. κλάζω «испускать крики, кричать», который Гомер связывает с птицами, обитавшими в устье Герма (ныне Гедиз). В настоящее время здесь располагается махалле Искеле (тур. İskele) в районе Урла в иле Измире в Турции.

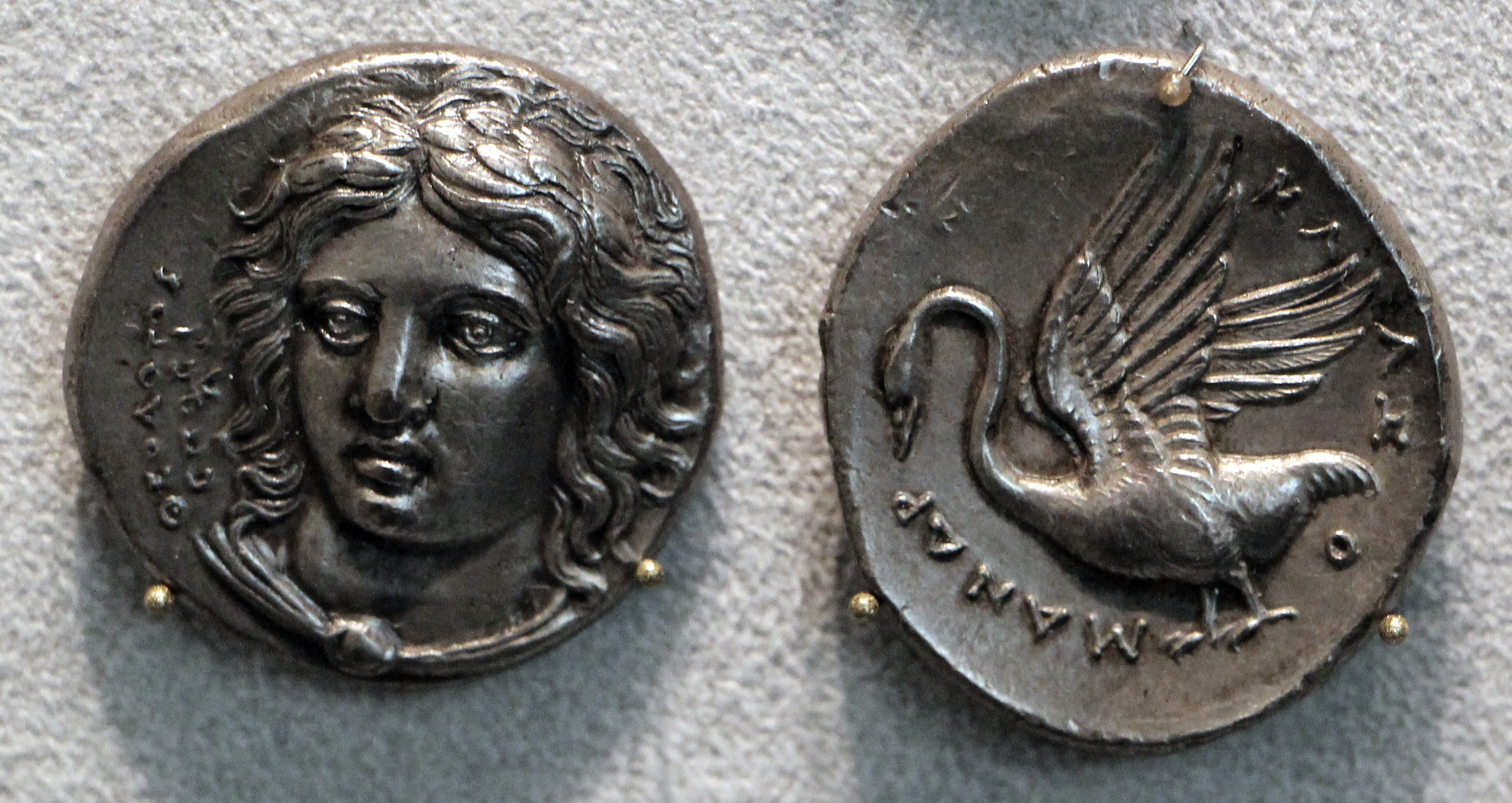
Тетрадрахма из Клазомен. 375—360 годы до н. э. Старый музей, Берлин

Раскопки проводились греческим археологом Еорьосом Икономосом (Γεώργιος Οικονόμος, 1883—1951) в 1921—1922 годах и турецкими археологами после 1979 года.

## История
По Страбону основан Паралом. По Павсанию основан Парфором из Колофона. По Эпиану основан Нелеем, сыном Кодра, царя Аттики. По Павсанию пелопоннесцы из Клеон и Флиунта, которых вытеснили дорийцы, основали город у подножия Иды (ныне Каздаг) и покинули его, чтобы основать Клазомены. То, что ионийцы участвовали в основании города подтверждается существованием ионийского праздника Апатурии.
Согласно археологическим данным греки заселили область в позднем бронзовом веке. Еорьосом Икономосом найдены черепки сосудов ПБВ IIб и ПБВ IIв (XIV и XII века до н. э.), которые хранятся в Национальном археологическом музее в Афинах, раскопки на холме Хёюк (Höyük «насыпь») обнаружили поселение позднего бронзового века, а также множество микенских остраконов и сосудов керамики пепельного цвета буккеро, следы протогеометрического стиля (X века до н. э.) в южной части поселения и на стене. Невдалеке от Клазомен находятся руины древнего порта Лимантепе, где раскопано круглое или овальное здание XI века до н. э. Обнаружены редкие находки IX—VII века до н. э.

## Архаический период
Клазомены были членом Ионийского союза. Клазомены активно участвуют в греческой колонизации, не всегда успешно. В 654 году до н. э. Тимесий из Клазомен основал колонию в Абдерах, но поселенцы были изгнаны фракийцами. В конце VII века до н. э. Клазомены и Милет сообща создают колонию Кардию в Херсонесе Фракийском. Сообща с ионийскими и дорийскими городами Малой Азии, а также Эгиной основали торговую колонию Навкратис.
В конце VII века до н. э. царь Лидии Алиатт II после завоевания Смирны пытался безуспешно захватить Клазомены. Его преемник Крёз захватил Клазомены и заставил их платить дань. Крёз пожертвовал в Дельфы сокровища.
В 546 году до нашей эры Клазомены захватили персы. Жители Клазомен, из страха перед персами, переселились на противолежащий маленький островок Айос-Иоанис (Άγιος Ίωάννης, ныне Карантына, Karantina Adası, Карантинный остров), который Александр Македонский соединил насыпью с материковой частью города. Археологические раскопки в дальней части острова обнаружили поселение, существовавшее со времени персидского завоевания до конца VI века до н. э., когда, вероятно, жители Клазомен вернулись на материк. В 494 году до н. э. во время Ионийского восстания Клазомены захвачены были сатрапом Лидии Артаферном I и военачальником Отаном Археологические находки свидетельствуют, что в 500—470 годах до н. э. Клазомены были покинуты жителями, которые бежали на остров. После 478 года до н. э. Клазомены входят в Первый афинский морской союз.

## Классический период
В 412 году до н. э. в ходе Ионийской войны Клазомены вышли из союза с Афинами, после того как туда прибыли три корабля под командованием спартанского наварха Халкидея и Алкивиада, вступили в союз со Спартой и Тиссаферном и укрепили Полихну. Сообща с Эрифрами и Тиссаферном участвовали в военных действиях против Теоса. В 411 году до н. э. афиняне захватили Полихну, жителей её заставили вернуться на остров, виновники восстания бежали в Дафнунт. Клазомены вновь вступили в союз с Афинами.
Спартанский наварх Астиох и правитель Ионии Тамос, подчинённый Тиссаферну, предложили Клазоменам присоединиться к Спарте, но получили отказ. Астиох напал на неукреплённый город, но вынужден был уплыть из-за сильных ветров.
В 410 году до н. э. город был в союзе с Афинами, помог бежать Алкивиаду от Тиссаферна. Между 410 и 407 годом до н. э. дружественные спартанцам олигархи вытеснили демократов с острова в Дафнунт. Алкивиад помог демократам в борьбе против олигархов в обмен на договор с Афинами. После 404 года до н. э. олигархи при поддержке Лисандра вернулись на остров. По Аристотелю олигархи в Хитре (древнейшей части города) постоянно враждовали с демократами на острове.
В 391—388 годах до н. э. Клазомены были в составе Ионического союза и был объектом территориальных претензий между Миунтом и Милетом. В 387 году до н. э. был в составе союза с Афинами. По Анталкидову миру 386 года до н. э. Клазомены отошли персам. В 383 году до н. э. город Левка с храмом Аполлона был объектом спора между Клазоменами и Кимой. Соперники обратились к Пифии, прорицательнице Дельфийского оракула. После этого Клазомены стали хозяевами Левки.
В середине IV века до н. э. Клазомены были захвачены изгнанником Пифоном Клазоменским. По Энею Тактику город при Пифоне находился в Хитре, а не на острове. В результате политики Пифона жители покинули город и поселились на острове.

## Эллинистический период
Клазомены были освобождены от персов после победы Александра Македонского в битве при Гранике в 334 году до н. э. Александр Македонский придумал проект искусственного перешейка, соединяющего остров и материк. В 301 году до н. э. в ходе Четвёртой войны диадохов Клазомены были под контролем македонских царей Антигона и Деметрия и были осаждены стратегом Препелаем, полководцем Лисимаха, но осада была неудачной из-за подкрепления, присланного по морю Деметрием.
В течение III века до н. э. Клазомены последовательно принадлежали Лисимаху, Селевкидам и Атталидам. По Апамейскому миру 188 года до н. э. Клазомены получили независимость. Во время Первой Митридатовой войны Клазомены были целью набегов пиратов, союзников Митридата VI, царя Понта. В римский период пришёл в упадок.

## Археологические находки
По Павсанию город был основан на материке в месте Хитре, а затем из-за страха перед персами, жители переселились на остров. Археологические раскопки на месте первоначального поселения в течение последних 30 лет[когда?]

 подтверждают свидетельства античных авторов. Остатки поселения протогеометрического и геометрического периодов обнаружены на месте Лимантепе, недалеко от современной береговой линии, поселение архаического периода обнаружено по соседству. Согласно археологическим данным поселение было покинуто жителями около 545 года до н. э., вновь заселено примерно через четверть века и окончательно покинуто около 490 года до н. э. У подножия акрополя, холма Хёюк найдены остатки керамических мастерских, а также фундамент мельницы архаического периода.
В удалённом месте Акпынар найден ряд тумулусов знатных жителей архаического города, схожих с подобными строениями в Ионии. В месте Монастракия в 800 метрах от порта Урлы на глубине 50—80 сантиметров Еорьос Икономос обнаружил 40 глиняных саркофагов, которые являются более примитивными и менее роскошными погребениями, а также погребения в пифосах. Некрополь был полностью раскопан в 1980-х годах. Здесь захоронены жители Клазомен из средних и низших слоев.
Согласно археологическим находкам жители Клазомен в V веке до н. э. покинули материк и поселились на острове Карантына напротив порта Урлы на расстоянии 500 метров от берега. Длина острова 1600 метров, максимальная ширина 600 метров. Остров не был укреплён. Икономос обнаружил руины храма, согласно надписям посвящённого Афине, а также женские жертвенные статуэтки. Были обнаружены дорога длиной 150 метров и шириной 4 метра, на обочине дороги дом с мозаичным полом с изображением Амфитриты и морского конька, второй дом с мозаичным полом с геометрическими изображениями, сосуды и монеты эллинистического периода. В 1946 году британский археолог Джордж Бин видел руины театра, позже уничтоженные жителями.
Сохранились небольшой участок земляной насыпи, соединяющей остров с материком и упоминаемый Павсанием, укрепления в порту в западной части острова, каменоломня, часть стены и пещера, которая отождествляется с «пещерой матери Пирра», упоминаемой Павсанием.
Раскопки в месте Хитре на материке проводились в 1980-е и 1990-е годы. Обнаружено обширное поселение конца V века до н. э., застроенное по гипподамовой системе, из которой выделяется узкий участок, состоящий из шести домов с простасом. Выделяется большое здание, возможно, общественное с колоннадой и простасом, который археологи соотносят с дворцом тирана Пифона. Площадь здания первоначально составляла 455 квадратных метров, дворец дважды перестраивался и в IV веке достиг площади 1500 квадратных метров. Главными находками являются тетрадрахмы из Афин и Клазомен IV века до н. э. и драхмы с Хиоса и из Клазомен. Поселение в Хитре пришло в упадок в середине IV века до н. э., окончательно покинуто в эллинистический период, когда жители переселились окончательно на остров и в Хитре осталась деревня.

## Искусство
Клазомены — самый важный центр вазописи в северной Ионии. Городу приписываются на основании лабораторных исследований вазы позднего стиля дикой козы (610—570 до н. э.) и клазоменского чёрнофигурного стиля (570—494 до н. э.). Также известны клазоменские саркофаги, выполненные в псевдочёрнофигурной технике около 550 года до н. э., а также во второй четверти V века до н. э. Хотя расписные сосуды ценились во всём восточном Средиземье, а также в греческих колониях на Чёрном море, в Египте (в Телль-Деффенехе и Навкратисе) и в Киренаике, архаические амфоры имели ограниченное распространение за пределами Ионии. Саркофаги экспортировались в небольших количествах в соседние районы. Другим продуктом местного производства была рельефная керамика архаического периода, похожая на образцы с Тасоса и островов Киклад.
Несмотря на то, что это был важный центр производства чёрнофигурных ваз, Клазомены ввезли большое количество аттических ваз во второй половине VI века до н. э. Импорт краснофигурных ваз V века до н. э. значительно меньше по объёму, несмотря на политическую зависимость города от Афин.
В Лувре хранится торс коры с птицей в хитоне и косом ионическом гиматии, схожий с образцами с Эгейских островов.
Самым известным уроженцем был философ Анаксагор, чья деятельность преимущественно пришлась на третью четверть V века до н. э. в Афинах.

## Монеты
Монеты Клазомен тщательно изучены. Самые ранние драхмы (дидрахмы, драхмы, диоболы) из электрума и серебра финикийской монетной стопы относятся к VI веку до н. э. или, вероятно, ко времени Ионийского восстания. На аверсе изображён символ города, крылатый вепрь. В период Первого афинского морского союза, во второй половине V века до н. э. город чеканил серебряные монеты аттической монетной стопы (гемидрахмы и диоболы) с крылатым вепрем или головой Афины на аверсе, Горгонейоном или головой барана и надписью ΚΛΑ на реверсе.
В IV веке до н. э., особенно после 387 года до н. э. Клазомены чеканили серебряные монеты, которые следовали аттической системе (тетрадрахма, дидрахма, драхма, гемидрахма), но соответствовали персидской монетной стопе, которая легче: тетрадрахма весила как три персидских сикля. На аверсе голова Аполлона, на реверсе лебедь и надпись ΚΛΑ или ΚΛΑΖΟ и имя сановника, отвечавшего за монетный двор. В этот период чеканится бронзовая монета с головой Афины и реже Аполлона на аверсе и лебедем на реверсе. В 362 году до н. э. восставший сатрап Ерванд I из Мисии в ходе Великого восстания сатрапов приказал чеканить монету с головой бородатого мужчины в персидской диадеме на аверсе и крылатым вепрем на реверсе.
В эллинистический период Клазомены чеканили серебряные монеты с изображением Александра Македонского, позже с изображением Лисимаха. Чеканились золотые монеты с изображением Филиппа II Македонского. Во II веке до н. э. на аверсе чеканилась голова Зевса Эпифана, а на реверсе — его культовая статуя. Медные монеты использовали известные изображения (крылатый вепрь, голова Зевса, Горгонейон) или неизвестные (философ Анаксагор, керикион, летучая мышь). В I веке до н. э. после Первой Митридатовой войны (89-85 до н. э.) город чеканил небольшую бронзовую монету с головой Афины на аверсе и совой на реверсе.
В римский период начиная с правления Октавиана Августа город чеканит медную монету с головой императора и надписью ΣΕΒΑΣΤΟΣ ΚΤΙΣΤΗΣ, видимо из-за вклада Августа в восстановление города после разрушительного землетрясения. Монеты чеканилась до правления Галлиена, когда в 261—263 годах была разрушена экономика восточных провинций Римской империи и деятельность монетных дворов прекратилась. Кроме Афины, Аполлона, Зевса и Сената на аверсе изображались бюсты горожан, бюст Ливии Друзиллы, Эйрены, Юлии Домны, супруги Септимия Севера. На реверсе изображали всадника, гоплита, Асклепия, барана.

## Византийский период
В византийский период Клазомены — епархия Католической церкви, подчинённая Эфесской митрополии. В VI веке Клазомены вошли в Смирнскую митрополию. Патриарх Нил в 1387 году возвратил епархию Клазомен в подчинение Эфесской митрополии. Этот синодальный акт является последним упоминанием Клазомен. В конце XI века Клазомены захватил сельджукский эмир Чака-бей, который на недолгое время создал своё государство на побережье Эгейского моря.